# Mohamed Katir
Mohamed Katir el-Haouzi (* 17. Februar 1998 in Ksar-el-Kebir, Marokko) ist ein spanischer Leichtathlet. Er hat sich auf die Mittel- und Langstreckenläufe spezialisiert. Bei den Europameisterschaften 2022 und den Weltmeisterschaften 2023 wurde er jeweils Zweiter im 5000-Meter-Lauf.

## Leben
Mohamed Katir kam als Fünfjähriger nach der Überfahrt aus Marokko in einem Boot in der spanischen Stadt Huesca an. Er wuchs anschließend in Mula, in der autonomen Gemeinschaft Murcia auf, wo er bis heute lebt. Zunächst fing er in seiner Jugend an, Fußball auf der Position des Mittelstürmers zu spielen. Seinem Jugendtrainer genügten seine Leistungen nicht und Katir wechselte anschließend zur Leichtathletik, nachdem er bei einem Schulwettkampf gute Leistungen gezeigt hatte. Sein Förderer Cristóbal Carlos arbeitete mit ihm daran, seine Laufleistungen zu verbessern.
Nach vierjährigem bürokratischen Kampf erhielt Katir schließlich im Oktober 2019 die spanische Staatsangehörigkeit. Er selbst beschrieb sich in einem Interview als „hundertprozentiger Spanier“. Neben seiner sportlichen Laufbahn absolvierte er eine Ausbildung bei der Feuerwehr.

## Sportliche Laufbahn
Katir nahm 2014 an seinen ersten Wettkämpfen auf nationaler Ebene teil und startete zunächst im 800-Meter-Lauf. Ein Jahr darauf gewann er die Bronzemedaille bei den Spanischen U18-Meisterschaften über 3000 Meter. Bis 2016 steigerte er seine Bestzeit über die 3000-Meter-Distanz um mehr als 16 Sekunden auf 8:31,67 min. 2018 verbesserte er sich auf eine Zeit von 7:56,62 min und im 1500-Meter-Lauf zudem auf 3:40,84 min. Obwohl er im Frühjahr 2019 bei den Spanischen Hallenmeisterschaften siegte, konnte er anschließend nicht bei den Halleneuropameisterschaften in Glasgow an den Start gehen, da sein Einbürgerungsverfahren noch nicht abgeschlossen war. 2020 stellte Katir im August über 1500 Meter seine persönliche Bestzeit von 3:36,59 min auf. Einen Monat später belegte er den siebten Platz über diese Distanz bei den Spanischen Meisterschaften. Ende Januar 2021 lief er in Karlsruhe eine Zeit von 7:35,29 min über 3000 Meter und rückte damit auf den dritten Platz in der Bestenliste Spaniens über diese Distanz vor. Zugleich bedeutete sie zu jenem Zeitpunkt die Weltjahresbestleistung. Ende Februar wurde er dann Spanischer Vizemeister über diese Distanz, bevor er einen weiteren Monat später als einer der Medaillenanwärter zu den Halleneuropameisterschaften nach Toruń reiste. Dort erreichte er nach 7:49,72 min als Vierter das Ziel und verpasste somit eine Medaille nur knapp.
Im Juli 2023 lief Katir in Monaco Firenze mit 12:45,01 einen neuen Europarekord über 5000 Meter und reihte sich damit auf dem 13. Platz auf der Allzeitbestenliste über diese Distanz ein (Stand 20. Juni 2025). Zudem stellte er einen neuen spanischen Rekord über diese Distanz auf. Knapp einen Monat später trat der Spanier beim Diamond League Meeting in Monaco über die 1500 Meter in einem stark besetzten Feld an. Dort musste er sich nur dem Kenianer Timothy Cheruiyot geschlagen geben und lief mit einer Zeit von 3:28,76 min auf acht Hundertstel an den zu diesem Zeitpunkt noch bei 3:28,68 min stehenden europäischen Rekord von Jakob Ingebrigtsen heran, der in diesem Rennen den dritten Platz hinter Katir belegte. Die Steigerung seiner persönlichen Bestleistung über diese Distanz um beinahe 5 Sekunden bedeutete für Katir einen neuen spanischen Rekord, zudem beförderte ihn diese Leistung in die Top 10 der schnellsten jemals gelaufenen Zeiten über die 1500 Meter. Nur vier Tage später siegte Katir beim Diamond League Meeting in Gateshead über die 3000 Meter und lief mit einer Zeit von 7:27,64 min erneut spanischen Rekord. Anfang August trat er im Vorlauf der 5000 Meter bei den Olympischen Sommerspielen in Tokio an und erreichte als Erster seines Vorlaufes souverän das Finale. Darin konnte er den Führenden zum Ende hin nicht folgen und belegte in 13:06,60 min den achten Platz.
Seinen ersten großen Erfolg bei einem internationalen Großereignis feierte Katir bei den Weltmeisterschaften 2022 in Eugene, wo er über die 1500 Meter mit 3:29,90 min hinter Jake Wightman und Jakob Ingebrigtsen Platz 3 belegte. Einen Monat später wurde er im 5000-Meter-Lauf bei den Europameisterschaften in München Vizeeuropameister hinter Jakob Ingebrigtsen. Im Frühjahr 2023 stellte er im französischen Liévin in 7:24,68 min einen neuen Europarekord für die Halle auf. Später im August trat er in Budapest wieder bei den Weltmeisterschaften 2023 an. Als Zehntplatzierter seines Laufes schied er nach dem Halbfinale aus, Ein paar Tage später wurde er über die 5000-Meter-Distanz Vizeweltmeister.
Wegen drei verpassten Dopingtests wurde Katir Anfang Februar 2024 vorläufig gesperrt. Das Strafmaß wurde auf zwei Jahre festgesetzt. Nachdem Katir Reisedokumente fälschte, um seine Unschuld zu beweisen, wurde die Sperre auf vier Jahre verdoppelt.

## Wichtige Wettbewerbe
| Jahr                | Veranstaltung               | Ort                 | Platz               | Disziplin           | Zeit                |
| Startet für Spanien | Startet für Spanien         | Startet für Spanien | Startet für Spanien | Startet für Spanien | Startet für Spanien |
| ------------------- | --------------------------- | ------------------- | ------------------- | ------------------- | ------------------- |
| 2021                | Halleneuropameisterschaften | Toruń               | 4.                  | 3000 m              | 7:49,72 min         |
| 2021                | Olympische Sommerspiele     | Tokio               | 8.                  | 5000 m              | 13:06,60 min        |
| 2022                | Weltmeisterschaften         | Eugene              | 3.                  | 1500 m              | 3:29,90 min         |
| 2022                | Europameisterschaften       | München             | 2.                  | 5000 m              | 13:22,98 min        |
| 2023                | Weltmeisterschaften         | Budapest            | 16.                 | 1500 m              | 3:33,56 min         |
| 2023                | Weltmeisterschaften         | Budapest            | 2.                  | 5000 m              | 13:11,44 min        |

## Persönliche Bestleistungen
Freiluft
- 1500 m: 3:28,76 min, 9. Juli 2021, Monaco, (spanischer Rekord)
- 3000 m: 7:27,64 min, 13. Juli 2021, Gateshead, (spanischer Rekord)
- 5000 m: 12:45,01 min, 21. Juli 2023, Monaco, (Europarekord)

Straße
- 5 km: 13:20 min, 24. April 2022, Málaga
- 10 km: 27:30 min, 31. Dezember 2022, Madrid

Halle
- 1500 m: 3:34,32 min, 22. Februar 2023, Madrid
- Meile: 3:51,91 min, 28. Januar 2024, Val-de-Reuil
- 3000 m: 7:24,68 min, 15. Februar 2023, Liévin, (Europarekord)